# FA Premier League 1999-2000
La FA Premier League 1999-2000 è stata la 101ª edizione della massima serie del campionato inglese di calcio, disputato tra il 7 agosto 1999 e il 14 maggio 2000 e concluso con la vittoria del Manchester Utd, al suo tredicesimo titolo, il secondo consecutivo.
Capocannoniere del torneo è stato Kevin Phillips (Sunderland) con 30 reti.

## Stagione

### Novità
Al posto delle retrocesse Charlton, Blackburn e Nottingham Forest sono saliti dalla First Division il Sunderland, il Bradford City (che mancava dalla massima serie dalla stagione 1921-1922) e, dopo i play-off, il Watford.

### Avvenimenti
Il torneo vide l'ennesimo successo del Manchester Utd che giunse così al sesto titolo in otto anni di Premier League. La lotta per il titolo durò fino a gennaio con il Leeds Utd che fino a quel momento mantenne la vetta della classifica. La seconda parte di stagione fu favorevole però ai Red Devils che essendo stati eliminati dalla Champions League e non partecipando alla FA Cup poterono concentrarsi esclusivamente sul campionato mentre i rivali dello Yorkshire e l'Arsenal furono distratti dal sogno di una Coppa UEFA dove entrambe verranno sconfitte (in semifinale ed in finale rispettivamente) dal Galatasaray.
Il Leeds si consolò quantomeno con un piazzamento finale che consegnò la qualificazione alla Champions League successiva a spese del Liverpool che, dopo una bella rimonta, perse incredibilmente all'ultima giornata contro il Bradford City. Proprio questa vittoria salvò la neopromossa che tornava in massima serie per la prima volta dopo 78 anni. Sconfitto a Southampton all'ultima giornata, il Wimbledon FC subì il sorpasso e retrocedette per la prima volta dalla massima serie dopo 14 stagioni: fu l'inizio della fine per il piccolo club londinese che di lì a pochi anni sarebbe stato trasferito a Milton Keynes e dovette essere rifondato dai tifosi ripartendo addirittura dalla nona serie. Lo Sheffield Weds passò l'intero torneo in zona retrocessione e a poco valse il disperato tentativo di rimonta finale. Ultimo si classificò il Watford che fece un immediato ritorno nella divisione inferiore pur ottenendo vittorie di prestigio su Liverpool e Chelsea. Si salvò nuovamente e piuttosto tranquillamente il Coventry City che stabilì il singolare record di non riuscire a vincere neanche una gara in trasferta.

## Squadre partecipanti
| Club           | Stagione | Città               | Stadio               | Stagione precedente                                  |
| -------------- | -------- | ------------------- | -------------------- | ---------------------------------------------------- |
| Arsenal        | dettagli | Londra              | Arsenal Stadium      | 2º posto in Premier League                           |
| Aston Villa    | dettagli | Birmingham          | Villa Park           | 6º posto in Premier League                           |
| Bradford City  | dettagli | Bradford            | Valley Parade        | 2º posto in First Division, promosso                 |
| Chelsea        | dettagli | Londra              | Stamford Bridge      | 3º posto in Premier League                           |
| Coventry City  | dettagli | Coventry            | Highfield Road       | 15º posto in Premier League                          |
| Derby County   | dettagli | Derby               | Pride Park Stadium   | 8º posto in Premier League                           |
| Everton        | dettagli | Liverpool           | Goodison Park        | 14º posto in Premier League                          |
| Leeds Utd      | dettagli | Leeds               | Filbert Street       | 4º posto in Premier League                           |
| Leicester City | dettagli | Leicester           | Elland Road          | 10º posto in Premier League                          |
| Liverpool      | dettagli | Liverpool           | Anfield              | 7º posto in Premier League                           |
| Manchester Utd | dettagli | Manchester          | Old Trafford         | 1º posto in Premier League                           |
| Middlesbrough  | dettagli | Middlesbrough       | Riverside Stadium    | 9º posto in Premier League                           |
| Newcastle Utd  | dettagli | Newcastle upon Tyne | St James' Park       | 13º posto in Premier League                          |
| Sheffield Weds | dettagli | Sheffield           | Hillsborough Stadium | 12º posto in Premier League                          |
| Southampton    | dettagli | Southampton         | The Dell             | 17º posto in Premier League                          |
| Sunderland     | dettagli | Sunderland          | Stadium of Light     | 1º posto in First Division, promosso                 |
| Tottenham      | dettagli | Londra              | White Hart Lane      | 11º posto in Premier League                          |
| Watford        | dettagli | Watford             | Vicarage Road        | 5º posto in First Division, promosso dopo i play-off |
| West Ham Utd   | dettagli | Londra              | Boleyn Ground        | 5º posto in Premier League                           |
| Wimbledon FC   | dettagli | Londra              | Selhurst Park        | 16º posto in Premier League                          |

## Allenatori e primatisti
| Club           | Allenatore                                                  | Calciatore più presente                                   | Cannoniere                            |
| -------------- | ----------------------------------------------------------- | --------------------------------------------------------- | ------------------------------------- |
| Arsenal        | Arsène Wenger                                               | Thierry Henry, Nwankwo Kanu, Marc Overmars, Sylvinho (31) | Thierry Henry (17)                    |
| Aston Villa    | John Gregory                                                | George Boateng, Julian Joachim (33)                       | Dion Dublin (12)                      |
| Bradford City  | Paul Jewell                                                 | Gunnar Halle, David Wetherall, Dean Windass (38)          | Dean Windass (10)                     |
| Chelsea        | Gianluca Vialli                                             | Ed de Goey (37)                                           | Tore André Flo (10)                   |
| Coventry City  | Gordon Strachan                                             | Gary McAllister (38)                                      | Robbie Keane (12)                     |
| Derby County   | Jim Smith                                                   | Seth Johnson, Jacob Laursen (38)                          | Rory Delap (8)                        |
| Everton        | Walter Smith                                                | Nick Barmby (37)                                          | Kevin Campbell (12)                   |
| Leeds Utd      | David O'Leary                                               | Nigel Martyn (38)                                         | Michael Bridges (19)                  |
| Leicester City | Martin O'Neill                                              | Matt Elliott (37)                                         | Tony Cottee (13)                      |
| Liverpool      | Gérard Houllier                                             | Sami Hyypiä (38)                                          | Michael Owen (11)                     |
| Manchester Utd | Alex Ferguson                                               | Jaap Stam (33)                                            | Dwight Yorke (20)                     |
| Middlesbrough  | Bryan Robson                                                | Mark Schwarzer (37)                                       | Hamilton Ricard (12)                  |
| Newcastle Utd  | Ruud Gullit (1ª-5ª) Steve Clarke (6ª) Bobby Robson (7ª-38ª) | Alan Shearer (37)                                         | Alan Shearer (23)                     |
| Sheffield Weds | Danny Wilson (1ª-29ª) Peter Shreeves (30ª-38ª)              | Gilles De Bilde (38)                                      | Gilles De Bilde (10)                  |
| Southampton    | Dave Jones (1ª-4ª; 6ª-23ª) Glenn Hoddle (5ª; 24ª-38ª)       | Dean Ivor Richards (35)                                   | Marians Pahars (13)                   |
| Sunderland     | Peter Reid                                                  | Niall Quinn, Thomas Sørensen (37)                         | Kevin Phillips (30)                   |
| Tottenham      | George Graham                                               | Ian Walker (38)                                           | Chris Armstrong, Steffen Iversen (14) |
| Watford        | Graham Taylor                                               | Steve Palmer (38)                                         | Heiðar Helguson (6)                   |
| West Ham Utd   | Harry Redknapp                                              | Trevor Sinclair (36)                                      | Paolo Di Canio (16)                   |
| Wimbledon FC   | Egil Olsen (1ª-36ª) Terry Burton (37ª-38ª)                  | Kenny Cunningham, Jason Euell, Neil Sullivan (37)         | Carl Cort, John Hartson (9)           |

## Classifica finale
|       | Pos. | Squadra        | Pt | G  | V  | N  | P  | GF | GS | DR  |
| ----- | ---- | -------------- | -- | -- | -- | -- | -- | -- | -- | --- |
|       | 1.   | Manchester Utd | 91 | 38 | 28 | 7  | 3  | 97 | 45 | +52 |
|       | 2.   | Arsenal        | 73 | 38 | 22 | 7  | 9  | 73 | 43 | +30 |
|       | 3.   | Leeds Utd      | 69 | 38 | 21 | 6  | 11 | 58 | 43 | +15 |
|       | 4.   | Liverpool      | 67 | 38 | 19 | 10 | 9  | 51 | 30 | +21 |
| [ 4 ] | 5.   | Chelsea        | 65 | 38 | 18 | 11 | 9  | 53 | 34 | +19 |
|       | 6.   | Aston Villa    | 58 | 38 | 15 | 13 | 10 | 46 | 35 | +11 |
|       | 7.   | Sunderland     | 58 | 38 | 16 | 10 | 12 | 57 | 56 | +1  |
| [ 5 ] | 8.   | Leicester City | 55 | 38 | 16 | 7  | 15 | 55 | 55 | 0   |
|       | 9.   | West Ham Utd   | 55 | 38 | 15 | 10 | 13 | 52 | 53 | -1  |
|       | 10.  | Tottenham      | 53 | 38 | 15 | 8  | 15 | 57 | 49 | +8  |
|       | 11.  | Newcastle Utd  | 52 | 38 | 14 | 10 | 14 | 63 | 54 | +9  |
|       | 12.  | Middlesbrough  | 52 | 38 | 14 | 10 | 14 | 46 | 52 | -6  |
|       | 13.  | Everton        | 50 | 38 | 12 | 14 | 12 | 59 | 49 | +10 |
|       | 14.  | Coventry City  | 44 | 38 | 12 | 8  | 18 | 47 | 54 | -7  |
|       | 15.  | Southampton    | 44 | 38 | 12 | 8  | 18 | 45 | 62 | -17 |
|       | 16.  | Derby County   | 38 | 38 | 9  | 11 | 18 | 44 | 57 | -13 |
|       | 17.  | Bradford City  | 36 | 38 | 9  | 9  | 20 | 38 | 68 | -30 |
|       | 18.  | Wimbledon FC   | 33 | 38 | 7  | 12 | 19 | 46 | 74 | -28 |
|       | 19.  | Sheffield Weds | 31 | 38 | 8  | 7  | 23 | 38 | 70 | -32 |
|       | 20.  | Watford        | 24 | 38 | 6  | 6  | 26 | 35 | 77 | -42 |

Legenda:
      Campione d'Inghilterra e qualificata alla prima fase a gironi della UEFA Champions League 2000-2001.
      Qualificata alla prima fase a gironi della UEFA Champions League 2000-2001.
      Qualificate al terzo turno di qualificazione della UEFA Champions League 2000-2001.
      Qualificate al primo turno di Coppa UEFA 2000-2001.
      Ammesse al terzo turno di Coppa Intertoto 2000.
      Retrocesse in First Division 2000-2001.
Regolamento:
Tre punti a vittoria, uno a pareggio, zero a sconfitta.
A parità di punti le squadre vengono classificate secondo la differenza reti.

### Squadra campione
| Formazione tipo | Giocatori (presenze)      |
| --- | ------------------------- |
| Bosnich P.Neville Stam Silvestre Irwin Beckham Scholes Keane Giggs Cole Yorke | Mark Bosnich (23)         |
| Bosnich P.Neville Stam Silvestre Irwin Beckham Scholes Keane Giggs Cole Yorke | Phil Neville (29)         |
| Bosnich P.Neville Stam Silvestre Irwin Beckham Scholes Keane Giggs Cole Yorke | Jaap Stam (33)            |
| Bosnich P.Neville Stam Silvestre Irwin Beckham Scholes Keane Giggs Cole Yorke | Mikaël Silvestre (31)     |
| Bosnich P.Neville Stam Silvestre Irwin Beckham Scholes Keane Giggs Cole Yorke | Denis Irwin (25)          |
| Bosnich P.Neville Stam Silvestre Irwin Beckham Scholes Keane Giggs Cole Yorke | David Beckham (30)        |
| Bosnich P.Neville Stam Silvestre Irwin Beckham Scholes Keane Giggs Cole Yorke | Paul Scholes (31)         |
| Bosnich P.Neville Stam Silvestre Irwin Beckham Scholes Keane Giggs Cole Yorke | Roy Keane (29)            |
| Bosnich P.Neville Stam Silvestre Irwin Beckham Scholes Keane Giggs Cole Yorke | Ryan Giggs (30)           |
| Bosnich P.Neville Stam Silvestre Irwin Beckham Scholes Keane Giggs Cole Yorke | Andy Cole (28)            |
| Bosnich P.Neville Stam Silvestre Irwin Beckham Scholes Keane Giggs Cole Yorke | Dwight Yorke (32)         |
| Bosnich P.Neville Stam Silvestre Irwin Beckham Scholes Keane Giggs Cole Yorke | Allenatore: Alex Ferguson |
| Altri giocatori: Nicky Butt (32), Ole Gunnar Solskjær (28), Teddy Sheringham (27), Gary Neville (22), Henning Berg (21), Raimond van der Gouw (14), Jordi Cruyff (8), Quinton Fortune (6), Ronnie Wallwork (5), Jonathan Greening (4), Massimo Taibi (4), Danny Higginbotham (3), Ronny Johnsen (3), Mark Wilson (3), Mike Clegg (2), Nick Culkin (1), John Curtis (1), David May (1). |                           |

## Statistiche

### Squadre

#### Capoliste solitarie
Fonte:
|    | —— | —— | ——             | ——             | ——             | ——             | ——             | ——             | ——  | ——        | ——        | ——        | ——             | ——             | ——             | ——             | ——             | ——             | ——             | ——             | ——             | ——             | ——             | ——             | ——             | ——             | ——             | ——             | ——             | ——             | ——             | ——             | ——             | ——             | ——             | ——             | ——             | —— |  |
|    |    |    | Manchester Utd | Manchester Utd | Manchester Utd | Manchester Utd | Manchester Utd | Manchester Utd | Che | Leeds Utd | Leeds Utd | Leeds Utd | Manchester Utd | Manchester Utd | Manchester Utd | Manchester Utd | Manchester Utd | Manchester Utd | Manchester Utd | Manchester Utd | Manchester Utd | Manchester Utd | Manchester Utd | Manchester Utd | Manchester Utd | Manchester Utd | Manchester Utd | Manchester Utd | Manchester Utd | Manchester Utd | Manchester Utd | Manchester Utd | Manchester Utd | Manchester Utd | Manchester Utd | Manchester Utd | Manchester Utd |    |  |
|    |    |    |                |                |                |                |                |                |     |           |           |           |                |                |                |                |                |                |                |                |                |                |                |                |                |                |                |                |                |                |                |                |                |                |                |                |                |    |  |
|    |    |    |                |                |                |                |                |                |     |           |           |           |                |                |                |                |                |                |                |                |                |                |                |                |                |                |                |                |                |                |                |                |                |                |                |                |                |    |  |
| 1ª | 2ª | 3ª | 4ª             | 5ª             | 6ª             | 7ª             | 8ª             | 9ª             | 10ª | 11ª       | 12ª       | 13ª       | 14ª            | 15ª            | 16ª            | 17ª            | 18ª            | 19ª            | 20ª            | 21ª            | 22ª            | 23ª            | 24ª            | 25ª            | 26ª            | 27ª            | 28ª            | 29ª            | 30ª            | 31ª            | 32ª            | 33ª            | 34ª            | 35ª            | 36ª            | 37ª            | 38ª            |    |  |

### Individuali

#### Classifica marcatori
Fonte:
| Gol | Rigori |  | Giocatore       | Squadra        |
| --- | ------ |  | --------------- | -------------- |
| 30  | 6      |  | Kevin Phillips  | Sunderland     |
| 23  | 5      |  | Alan Shearer    | Newcastle Utd  |
| 20  |        |  | Dwight Yorke    | Manchester Utd |
| 19  |        |  | Michael Bridges | Leeds Utd      |
| 19  |        |  | Andy Cole       | Manchester Utd |
| 17  | 1      |  | Thierry Henry   | Arsenal        |
| 16  | 2      |  | Paolo Di Canio  | West Ham Utd   |
| 14  |        |  | Chris Armstrong | Tottenham      |
| 14  |        |  | Steffen Iversen | Tottenham      |
| 14  |        |  | Niall Quinn     | Sunderland     |
| 13  |        |  | Tony Cottee     | Leicester City |
| 13  |        |  | Marians Pahars  | Southampton    |